# 多尔内尼市镇

多尔内尼市镇在北马其顿的位置

多尔内尼市镇，为北马其顿共和国的一个市镇。该市镇西临克鲁舍沃市镇、馬其頓布羅德市鎮，北邻查什卡市镇，南邻普里萊普市鎮、克里沃加什塔尼市镇。总面积412.43 km²，总人口13598（2020年） 。行政中心位于多尔内尼村。